# Williams FW31
De Williams FW31 is een Formule 1-auto die gebruikt werd door Williams in het seizoen 2009. De wagen werd op 19 januari 2009 voorgesteld op het Autódromo Internacional do Algarve.
Nico Rosberg deed het hele seizoen mee voor de punten in deze wagen, terwijl Kazuki Nakajima geen punten scoorde. Hierdoor finishte het team slechts zevende in het constructeurskampioenschap.
Bij de Grand Prix van Australië was er ophef over de dubbeldeks diffuser waarmee de wagen uitgerust was, net als de Brawn BGP 001 en Toyota TF109. Er werd een officiële klacht ingediend, maar de wagens werden door de FIA legaal verklaard. 

## Resultaten
| Resultaat                       |
| ------------------------------- |
| Winnaar                         |
| Tweede plaats                   |
| Derde plaats                    |
| Gefinisht (punten behaald)      |
| Gefinisht (geen punten behaald) |
| Niet geklasseerd (NC)           |
| Uitgevallen (DNF)               |
| Niet gekwalificeerd (DNQ)       |
| Gediskwalificeerd (DSQ)         |
| Niet gestart (DNS)              |
| Gewond (INJ)                    |
| Uitgesloten (EX)                |
| Teruggetrokken (WD)             |
| Niet deelgenomen (blanco cel)   |
| P Pole position                 |
| S Snelste ronde                 |

| Jaar | Chassis       | Motor            | Banden | Coureurs        | 1   | 2     | 3   | 4   | 5   | 6   | 7   | 8   | 9   | 10  | 11  | 12  | 13  | 14  | 15  | 16  | 17  | Punten | WK-plaats |
| ---- | ------------- | ---------------- | ------ | --------------- | --- | ----- | --- | --- | --- | --- | --- | --- | --- | --- | --- | --- | --- | --- | --- | --- | --- | ------ | --------- |
| 2009 | Williams FW31 | Toyota RVX-09 V8 | B      |                 | AUS | MAL ‡ | CHN | BHR | SPA | MON | TUR | GBR | DUI | HON | EUR | BEL | ITA | SIN | JPN | BRA | ABU | 26     | 8         |
| 2009 | Williams FW31 | Toyota RVX-09 V8 | B      | Nico Rosberg    | 6S  | 8     | 15  | 9   | 8   | 6   | 5   | 5   | 4   | 4   | 5   | 8   | 16  | 11  | 5   | DNF | 9   | 26     | 8         |
| 2009 | Williams FW31 | Toyota RVX-09 V8 | B      | Kazuki Nakajima | DNF | 12    | DNF | DNF | 13  | 15† | 12  | 11  | 12  | 9   | 18  | 13  | 10  | 9   | 15  | DNF | 13  | 26     | 8         |
| Jaar | Chassis       | Motor            | Banden | Coureurs        | 1   | 2     | 3   | 4   | 5   | 6   | 7   | 8   | 9   | 10  | 11  | 12  | 13  | 14  | 15  | 16  | 17  | Punten | WK-plaats |

† Coureur is niet gefinisht in de GP, maar heeft wel 90% van de race-afstand afgelegd, waardoor hij als geclassificeerd genoteerd staat.
‡ Helft van de punten omdat minder dan 75% van de raceafstand was afgelegd